# Taux de chômage
Pour un article plus général, voir Chômage.
 (mai 2019).

Taux de chômage dans les pays de l'Union européenne, en Norvège et en Islande en mars 2019 selon Eurostat.

Le taux de chômage est le pourcentage des personnes faisant partie de la population active qui sont au chômage. La population active est la population en âge de travailler et qui travaille ou souhaite travailler.
Un chômeur est une personne qui n'a pas d'emploi et qui en recherche un. La définition du taux de chômage peut varier d'un pays à l'autre, les comparaisons brutes des taux officiels de chaque pays sont donc inappropriées. La définition du taux de chômage au sens du Bureau international du travail (BIT) est une définition reconnue mais sujette à petites différences d'interprétation. Certaines institutions, comme l'OCDE, calculent des taux de chômage harmonisés permettant les comparaisons internationales.
Le taux de chômage est calculé dans les différents pays grâce à l'enquête emploi.
Le taux de chômage est une statistique économique fortement employée par les médias pour présenter la situation économique d'un pays. Le taux d'emploi, qui prend en compte la répartition de la population entre actifs et inactifs, reflète plus fidèlement l'utilisation de la main-d'œuvre d'un pays.

## Estimations
| Pays               | 2004  | 2005  | 2006  | 2007  | 2008  | 2009  | 2010  | 2011  | 2012  | 2013  | 2014  | 2015  | 2016  | 2017  | 2018  | 2019  |
| ------------------ | ----- | ----- | ----- | ----- | ----- | ----- | ----- | ----- | ----- | ----- | ----- | ----- | ----- | ----- | ----- | ----- |
| Allemagne          | 9,79  | 11,17 | 10,25 | 8,66  | 7,53  | 7,74  | 6,97  | 5,83  | 5,38  | 5,23  | 4,98  | 4,62  | 4,12  | 3,75  | 3,40  | 3,15  |
| Australie          | 5,40  | 5,03  | 4,79  | 4,38  | 4,23  | 5,56  | 5,21  | 5,08  | 5,22  | 5,66  | 6,08  | 6,06  | 5,71  | 5,60  | 5,30  | 5,16  |
| Autriche           | 5,49  | 5,63  | 5,25  | 4,86  | 4,13  | 5,30  | 4,82  | 4,57  | 4,86  | 5,34  | 5,62  | 5,72  | 6,01  | 5,50  | 4,86  | 4,51  |
| Belgique           | 8,39  | 8,44  | 8,25  | 7,46  | 6,97  | 7,91  | 8,29  | 7,14  | 7,54  | 8,43  | 8,52  | 8,48  | 7,83  | 7,09  | 5,96  | 5,37  |
| Canada             | 7,19  | 6,76  | 6,33  | 6,05  | 6,14  | 8,35  | 8,06  | 7,53  | 7,29  | 7,08  | 6,91  | 6,91  | 6,99  | 6,34  | 5,89  | 5,73  |
| Chili              | 10,01 | 9,23  | 7,80  | 7,13  | 7,79  | 9,68  | 8,15  | 7,13  | 6,43  | 5,93  | 6,39  | 6,21  | 6,49  | 6,67  | 7,38  | 7,22  |
| Corée du Sud       | 3,66  | 3,75  | 3,48  | 3,26  | 3,17  | 3,63  | 3,71  | 3,41  | 3,23  | 3,10  | 3,49  | 3,59  | 3,67  | 3,68  | 3,83  | 3,78  |
| Danemark           | 5,51  | 4,83  | 3,90  | 3,80  | 3,43  | 6,01  | 7,46  | 7,57  | 7,52  | 7,00  | 6,59  | 6,17  | 6,18  | 5,74  | 5,12  | 5.06  |
| Espagne            | 10,97 | 9,15  | 8,45  | 8,23  | 11,24 | 17,86 | 19,86 | 21,39 | 24,79 | 26,09 | 24,44 | 22,06 | 19,63 | 17,22 | 15,27 | 14,11 |
| Estonie            | 10,14 | 8,03  | 5,91  | 4,59  | 5,43  | 13,55 | 16,70 | 12,33 | 10,02 | 8,63  | 7,36  | 6,19  | 6,75  | 5,76  | 5,53  | 4,53  |
| États-Unis         | 5,53  | 5,07  | 4,62  | 4,62  | 5,78  | 9,27  | 9,62  | 8,95  | 8,07  | 7,38  | 6,17  | 5,29  | 4,87  | 4,35  | 3,90  | 3,67  |
| Finlande           | 8,82  | 8,38  | 7,71  | 6,85  | 6,36  | 8,24  | 8,39  | 7,77  | 7,68  | 8,19  | 8,66  | 9,37  | 8,81  | 8,63  | 7,43  | 6,74  |
| France             | 8,47  | 8,49  | 8,45  | 7,66  | 7,06  | 8,74  | 8,87  | 8,81  | 9,40  | 9,92  | 10,30 | 10,36 | 10,06 | 9,40  | 9,03  | 8,43  |
| Grèce              | 10,59 | 9,99  | 9,01  | 8,40  | 7,76  | 9,62  | 12,72 | 17,87 | 24,44 | 27,47 | 26,49 | 24,90 | 23,54 | 21,49 | 19,31 | 17,33 |
| Hongrie            | 6,08  | 7,19  | 7,49  | 7,41  | 7,82  | 10,03 | 11,17 | 11,03 | 11,01 | 10,19 | 7,73  | 6,82  | 5,12  | 4,16  | 3,59  | 3,30  |
| Irlande            | 4,54  | 4,34  | 4,41  | 4,98  | 6,77  | 12,61 | 14,53 | 15,35 | 15,45 | 13,75 | 11v86 | 9,91  | 8,37  | 6,71  | 5,77  | 4,97  |
| Islande            | 2,99  | 2,55  | 2,83  | 2,24  | 2,94  | 7,22  | 7,55  | 7,03  | 5,98  | 5,38  | 4,89  | 3,97  | 2,97  | 2,74  | 3,10  | 3,93  |
| Israël             | 10,37 | 8,99  | 8,40  | 7,32  | 6,10  | 7,54  | 6,64  | 5,60  | 6,85  | 6,21  | 5,91  | 5,24  | 4,81  | 4,22  | 4,00  | 3,80  |
| Italie             | 8,00  | 7,73  | 6,78  | 6,08  | 6,72  | 7,75  | 8,36  | 8,35  | 10,65 | 12,15 | 12,68 | 11,89 | 11,69 | 11,21 | 10,68 | 10,03 |
| Japon              | 4,72  | 4,42  | 4,14  | 3,84  | 3,99  | 5,07  | 5,05  | 4,58  | 4,35  | 4,03  | 3,59  | 3,38  | 3,12  | 2,81  | 2,44  | 2,35  |
| Lettonie           | 11,75 | 10,04 | 7,04  | 6,06  | 7,74  | 17,55 | 19,48 | 16,21 | 15,06 | 11,87 | 10,84 | 9,88  | 9,64  | 8,72  | 7,40  | 6,31  |
| Luxembourg         | 5,14  | 4,49  | 4,73  | 4,07  | 5,05  | 5,11  | 4,35  | 4,90  | 5,14  | 5,84  | 5,85  | 6,66  | 6,29  | 5,52  | 5,50  | 5,59  |
| Mexique            | 3,92  | 3,56  | 3,56  | 3,65  | 3,90  | 5,38  | 5,33  | 5,20  | 4,92  | 4,94  | 4,83  | 4,34  | 3,89  | 3,44  | 3,33  | 3,49  |
| Norvège            | 4,18  | 4,38  | 3,40  | 2,50  | 2,55  | 3,10  | 3,52  | 3,21  | 3,12  | 3,42  | 3,48  | 4,30  | 4,68  | 4,16  | 3,88  | 3,70  |
| Nouvelle-Zélande   | 4,03  | 3,83  | 3,85  | 3,58  | 4,03  | 5,83  | 6,15  | 5,95  | 6,40  | 5,75  | 5,38  | 5,35  | 5,10  | 4,70  | 4,33  | 4,10  |
| Pays-Bas           | 4,56  | 4,72  | 3,91  | 3,18  | 2,75  | 3,41  | 4,45  | 4,98  | 5,82  | 7,24  | 7,42  | 6,87  | 6,01  | 4,84  | 3,84  | 3,40  |
| Pologne            | 18,98 | 17,75 | 13,85 | 9,61  | 7,12  | 8,17  | 9,64  | 9,63  | 10,09 | 10,33 | 8,99  | 7,50  | 6,16  | 4,89  | 3,86  | 3,28  |
| Portugal           | 6,62  | 7,58  | 7,65  | 7,96  | 7,55  | 9,43  | 10,77 | 12,68 | 15,53 | 16,18 | 13,90 | 12,44 | 11,07 | 8,87  | 7,17  | 6,67  |
| Slovaquie          | 18,22 | 16,26 | 13,37 | 11,14 | 9,51  | 12,02 | 14,38 | 13,62 | 13,96 | 14,22 | 13,18 | 11,48 | 9,67  | 8,13  | 6,54  | 5,77  |
| République tchèque | 8,32  | 7,93  | 7,15  | 5,32  | 4,39  | 6,66  | 7,28  | 6,71  | 6,98  | 6,95  | 6,11  | 5,05  | 3,95  | 2,89  | 2,27  | 2,02  |
| Royaume-Uni        | 4,69  | 4,75  | 5,35  | 5,26  | 5,61  | 7,54  | 7,79  | 8,04  | 7,89  | 7,53  | 6,11  | 5,30  | 4,81  | 4,34  | 4,08  | 3,83  |
| Slovénie           | 6,29  | 6,50  | 5,95  | 4,82  | 4,38  | 5,85  | 7,24  | 8,17  | 8,84  | 10,11 | 9,67  | 8,96  | 8,01  | 6,57  | 5,16  | 4,47  |
| Suède              | 6,53  | 7,48  | 7,07  | 6,16  | 6,23  | 8,35  | 8,61  | 7,80  | 7,98  | 8,05  | 7,96  | 7,43  | 6,99  | 6,72  | 6,33  | 6,77  |
| Suisse             |       |       |       |       |       |       | 4,81  | 4,41  | 4,48  | 4,75  | 4,83  | 4,80  | 4,92  | 4,80  | 4,71  | 4,39  |
| Turquie            |       |       | 8,75  | 8,89  | 9,73  | 12,58 | 10,68 | 8,81  | 8,17  | 8,74  | 9,88  | 10,24 | 10,84 | 10,83 | 10,97 | 13,70 |
| OCDE - Total       |       | 6,55  | 6,04  | 5,59  | 5,92  | 8,08  | 8,28  | 7,92  | 7,92  | 7,87  | 7,35  | 6,76  | 6,32  | 5,77  | 5,49  | 5,39  |

## Variations régionales

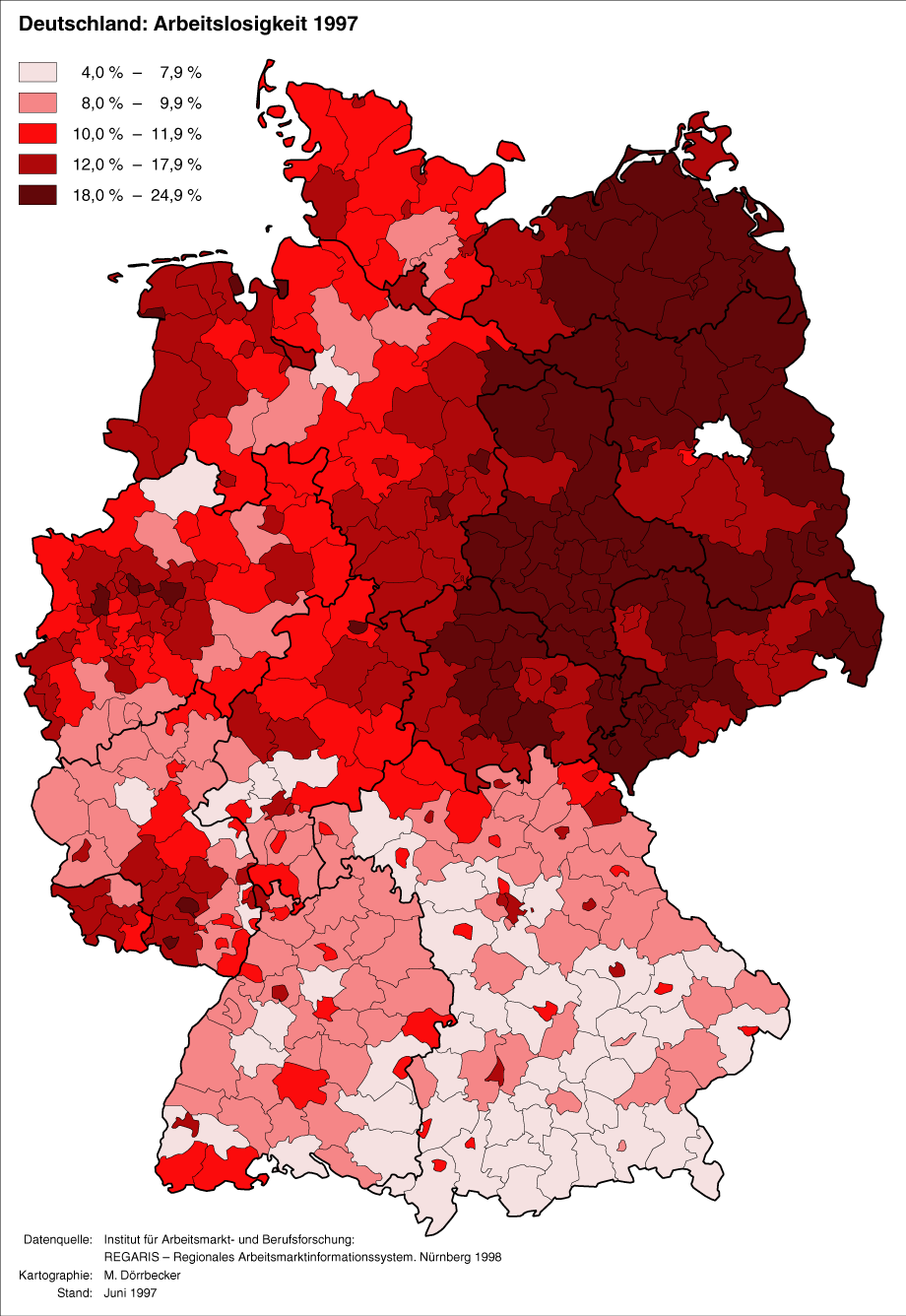
Taux de chômage locaux en Allemagne, en 1997.

Le taux de chômage peut varier fortement d'une région à une autre, comme c'est le cas en Allemagne notamment entre l'ex-RFA et l'ex-RDA.

## Préconisations pour faire baisser le chômage
L'OCDE préconise, pour les pays qui connaissent un chômage élevé de manière récurrente, des réformes du marché du travail avec :
- un assouplissement de la protection de l'emploi et la réduction des contraintes réglementaires du droit du travail, ce qui encouragerait la création de nouveaux emplois ;
- une flexibilité accrue du temps de travail ;
- le développement des possibilités de travail à temps partiel, en particulier pour permettre de concilier activités professionnelles et responsabilités parentales ;
- le développement des formations professionnelles tout au long de la vie active car « les travailleurs qui reçoivent une formation (…) ont plus de chance de conserver leur emploi que ceux qui n'en reçoivent pas » ;
- la transformation des emplois temporaires en emplois permanents, en réduisant les écarts entre les différents types de contrat de travail ;
- la mise en place par les États d'une stratégie des « obligations mutuelles », par lequel le bénéficiaire de prestations sociales devrait en échange d'un service de très haute qualité, s'engager à mener une recherche active d'emploi (aussi appelé workfare par l'équipe du premier ministre britannique Tony Blair) ;
- la généralisation du système de la flexicurité, initié par le Danemark. La flexsécurité allie facilité d'embauche et de licenciement avec une indemnisation élevée du chômage, des obligations d'accepter des emplois et des programmes de formation professionnelle efficaces.